# (85095) Hekla
(85095) Hekla ist ein Asteroid des inneren Hauptgürtels, der am 25. September 1973 von dem niederländischen Astronomenehepaar Cornelis Johannes van Houten und Ingrid van Houten-Groeneveld entdeckt wurde. Die Entdeckung geschah im Rahmen der 2. Trojaner-Durchmusterung, bei der von Tom Gehrels mit dem 120-cm-Oschin-Schmidt-Teleskop des Palomar-Observatoriums aufgenommene Feldplatten an der Universität Leiden durchmustert wurden, 13 Jahre nach Beginn des Palomar-Leiden-Surveys.
Der Asteroid gehört zur Hungaria-Gruppe. Charakteristisch für diese Gruppe ist unter anderem die 9:2-Bahnresonanz mit dem Planeten Jupiter. Der Namensgeber für die Hungaria-Gruppe ist der Asteroid (434) Hungaria. Die Sonnenumlaufbahn von (85095) Hekla ist mit mehr als 18° stark gegenüber der Ekliptik des Sonnensystems geneigt, ein weiteres Charakteristikum für Hungaria-Asteroiden. Die meisten Hungaria-Asteroiden sind spektroskopisch gesehen E-Asteroiden, das heißt bei einer hohen Albedo, also hellen Oberfläche, haben sie in ihrer Zusammensetzung einen sehr hohen Enstatit-Anteil. Nach der SMASS-Klassifikation (Small Main-Belt Asteroid Spectroscopic Survey) wurde bei einer spektroskopischen Untersuchung von Gianluca Masi, Sergio Foglia und Richard P. Binzel bei (85095) Hekla jedoch von einer dunklen Oberfläche ausgegangen, es könnte sich nach dieser groben Analyse um einen C-Asteroiden handeln.
Die zeitlosen (nichtoskulierenden) Bahnelemente von (85095) Hekla sind fast identisch mit denjenigen des möglicherweise größeren, wenn man von der absoluten Helligkeit von 16,4 gegenüber 16,6 ausgeht, Asteroiden (173370) 2000 AX152.
(85095) Hekla wurde am 19. September 2013 nach dem isländischen Vulkan Hekla benannt. Der Berg gehört zu den drei aktivsten Vulkanen Islands.